# Pościg (film 1953)
Pościg – polski film sensacyjny z 1953 roku w reżyserii Stanisława Urbanowicza.
Zdjęcia do filmu kręcono w Łącku, w tamtejszym Państwowym Gospodarstwie Rolnym – Państwowym Stadzie Ogierów Łąck.

## Fabuła
Akacja filmu toczy się w fikcyjne wsi Regle, w której wznawia działalność tamtejsza stadnina. Jednocześnie pojawia się w niej tajemniczy motocyklista - dywersant, rozsiewający pogłoski o rzekomej nosaciźnie, panującej wśród zwierząt. Plotka ta wywołuje początkowo panikę we wsi, którą jednak udaje się opanować. Wówczas w samej stadninie zaczynają chorować konie. Podejrzenie pada początkowo na weterynarkę Bronkę Kaliszankę. Ta, we współpracy z funkcjonariuszami Urzędu Bezpieczeństwa, prowadzi śledztwo, odkrywając że jeden z pracowników stadniny ma fałszywe dokumenty i wraz z grupą sabotażystów chce doprowadzić do zamknięcia placówki. Dochodzi do rozprawy z dywersantami.

## Obsada
- Barbara Marszel – Bronka Kaliszanka, weterynarz w Państwowym Stadzie Ogierów w Reglach
- Urszula Schweitzer – praktykantka Zosia
- Stanisław Zaczyk – Stefan
- Zygmunt Kęstowicz – Zygmunt Michalak
- Wacław Zastrzeżyński – Muchaj, dyrektor PSO
- Stanisław Winczewski – koniuszy Orda-Stefański vel Kucharski
- Władysław Dewoyno – sołtys w Reglach
- Kazimierz Meres – porucznik Kłos z powiatowego UB
- Karol Leszczyński – doktor Korsak
- Zdzisław Lubelski – mastalerz Jóźwicki
- Władysław Olszyn – Hajdukiewicz, przywódca sabotażystów
- Tadeusz Schmidt – szef powiatowego UB
- Maria Żabczyńska – matka Michalaka
- Bogumił Kłodkowski – kierowca
- Feliks Żukowski – dyrektor Zakładów Przemysłu Chemicznego im. Curie-Skłodowskiej
- Stanisław Milski – zegarmistrz
- Józef Daniel – chłop-panikarz